# Bijo to Ekitai Ningen
 Bijo to Ekitai Ningen (jap. 美女と液体人間) – japoński film fantastycznonaukowy z 1958 roku w reżyserii Ishirō Hondy na podst. pomysłu Hideo Unagamiego. Pierwszy z nieoficjalnej trylogii kryminalnej sf Henshin Ningen Shirīzu wytwórni Tōhō, opowiadającej o zmutowanych ludziach, na którą składają się Densō Ningen (1960) i Gasu Ningen Daiichigō (1960) .

## Fabuła
Okręt Ryūjin Maru No. 2 znika na południowym Pacyfiku w miejscu, gdzie odbywają się testy jądrowe. Tymczasem deszczowej nocy w Tokio gangster Misaki w trakcie kradzieży narkotyków zostaje przez kogoś zaatakowany. Zostaje po nim jedynie ubranie. Inspektor Tominaga z tokijskiej metropolitalnej policji badając sprawę, dochodzi do wniosku, że Misaki zrzucił ubranie i uciekł nago. Narkotyki skradziono obcokrajowcowi pod pseudonimem „Mr. Kin” i prawdopodobnie planowano je sprzedać jednemu z tokijskich gangów narkotykowych. Policja przesłuchuje dziewczynę Misakiego – piosenkarkę klubową Chikako Arai. Mówi ona, że nie wie gdzie przebywa Misaki, który nie mówił jej o swych dochodach. Zostaje wypuszczona, ale jest śledzona przez policję, by poznać gdzie ukrywa się Misaki.
Zostaje zatrzymany mężczyzna chcący zobaczyć się z Chikako odnośnie Misakiego. Jest to Masada, adiunkt biochemii z Uniwersytetu Jōtō i przyjaciel Tominagi. Prowadzi badania nad wpływem nuklearnych eksplozji na ludzkie ciało. Wysnuwa hipotezę, wedle której Misaki rozpuścił się w wyniku materiałów radioaktywnych przenoszonych przez deszcz. Tominaga wyśmiewa go, wskazując, że nikt inny nie roztopił się w deszczu. Gdy Chikako wraca do mieszkania, nadchodzi jeden z gangsterów, który grozi jej śmiercią w przypadku współpracy z policją. Gdy gangster ucieka przez okno, do czegoś strzela i krzyczy. Chikako na widok tej sytuacji mdleje. Po gangsterze zostają ubranie i pistolet. Gdy dowiaduje się o tym Masada, mówi o tym że ma świadków na poparcie teorii o rozpuszczających się ludziach.
Tominaga i det. Sakata niechętnie przybywają z Masadą do szpitala, gdzie dwaj rybacy opowiadają, jak oni i inni rybacy wypływając z Shimody do Izu natknęli się na pozornie opuszczony Ryūjin Maru No. 2. Rybacy nie znaleźli żywych ludzi, jedynie ich ubrania. Wkrótce jednego z nich rozpuszcza tajemniczy śluz. Na jego miejscu pojawia się istota brana za ducha i zabija kolejnych trzech rybaków. Dwaj pozostali przy życiu rybacy uciekają w popłochu, uważając Ryūjin Maru No. 2 za statek widmo widząc więcej duchów. Policjanci nie są przekonani do ich relacji, ale Masada mówi, że gdyby rybacy kłamali, wymyśliliby bardziej wiarygodną historię i zwraca uwagę, że mają chorobę popromienną, mimo że nigdy nie zbliżali się do obszaru, w którym miały miejsce testy jądrowe. Następnie pokazuje skutki testowego zatrucia promieniowaniem na ropusze, która zmienia w wciąż żywą ciecz. Dla Tominagi nie są to wystarczające dowody do powiązania ze sprawą Misakiego.
Śledztwo wydaje się stać w martwym punkcie, ale pojawia się trop sprzedaży broni gangowi Hanada. Przesłuchiwana Chikako rozpoznaje członka gangu – Nishiyamę jako człowieka, który ją naszedł. Tymczasem Masada odkrywa koło ratunkowe z Ryūjin Maru No. 2 wyrzucone na brzeg. W laboratorium doktora Makiego na uniwersytecie Jōtō ustala się, że koło jest wysoce radioaktywne. Chikako przybywa do uniwersytet i wyjawia, że widziała, jak Nishiyama rozpuścił się na jej oczach. Zainteresowany Maki prosi Masadę o zgłoszenie tego na policję. Masada uważa, że tzw. Człowiek z Cieczy z Ryūjin Maru No. 2 odpowiada za morderstwa Misaki i Nishiyamy. Ponieważ zespół dochodzeniowy jest coraz bardziej zirytowany jego teoriami, Masada informuje, że Shimazaki  – kelner w klubie Homura, gdzie pracuje Chikako – jest zamieszany w przemyt narkotyków.
Podjęta zostaje akcja policyjna w klubie i dokonuje się aresztowań. Jednak w tym samym czasie pojawiają się Ludzie z Cieczy, którzy zabijają Shimazakiego, tancerkę klubową i Sakatę. Korzystając z zamieszania jeden z gangsterów – Uchida pozoruje swą śmierć porzucając swe ubranie, by wyglądało to na sprawę Ludzi z Cieczy. Wkrótce informacje o potworach obiegają całą Japonię. Maki spekuluje, że oryginalni Ludzie z Cieczy przybyli do Tokio, gdyż zachowali swe wspomnienia, z czasów gdy byli ludźmi. Na konferencji prasowej mówi, że można ich powstrzymać za pomocą wysokiego napięcia bądź ognia. Tymczasem Uchida na oczach Masady porywa Chikako. Prowadzi ją do kanałów, gdzie skrywa narkotyki. Wyjście utrudniają Ludzie z Cieczy, jak i obława policyjno-wojskowa na nie.
Po odrzuceniu jego zalotów Uchida planuje zabić Chikako i obarczyć winą Ludzi z Cieczy. Widząc wypływające ubranie Chikako z rury ściekowej, Masada wchodzi do niej, akurat gdy zrzuca się benzynę do kanałów, mającą zająć cały obszar w ciągu kwadransu. Nie tracąc czasu Tominaga i oddział żołnierzy biegną ratować Masadę. Uchidę zabija Człowiek z Cieczy, dzięki czemu Chikako ucieka i jednoczy się z Masadą i Tominagą, po czym wszyscy bezpiecznie wychodzą na powierzchnię. Ogień rozprzestrzenia się kanałami, aż wylewa się do rzeki i zatoki zabijając Ludzi z Cieczy na dobre. Na pytania reporterów Maki odpowiada, że choć w Tokio Ludzie z Cieczy są martwi, mogą się znów pojawić gdyż broń nuklearna stworzyła środowisko, w którym mogą się rozwijać. Przestrzega przed kontynuacją testów jądrowych, gdyż pewnego dnia Ludzie z Cieczy mogą zastąpić ludzkość jako dominujący gatunek na Ziemi.

## Obsada
- Yumi Shirakawa – Chikako Arai
- Martha Miyake – Chikako Arai (głos w partiach wokalnych)
- Kenji Sahara – dr Masada
- Akihiko Hirata – insp. policji Tominaga
- Eitarō Ozawa – sierż. policji Miyashita
- Koreya Senda – dr Maki
- Yoshifumi Tajima – det. policji Sakata
- Yoshio Tsuchiya – det. policji Taguchi
- Kamayuki Tsubono – det. policji Ogawa
- Makoto Satō – Uchida
- Jun Fujio – Nishiyama
- Hisaya Itō – Misaki
- Tetsu Nakamura – Mr. Kin
- Akira Sera – rybak Hotta
- Yasuhiro Shigenobu – rybak Yasukichi
- Haruya Katō – rybak Sō-chan
- Senkichi Ōmura – rybak Dai-chan
- Haruo Nakajima –
  - rybak Chōsuke,
  - Ludzie z Cieczy
- Shigeo Katō – rybak Matsu-chan
- Katsumi Tezuka – kapitan łodzi rybackiej
- Ayumi Sonoda – Emi
- Machiko Kitagawa – Hanae
- Shōichi Hirose – komendant Straży Pożarnej

Źródło: 

## Produkcja

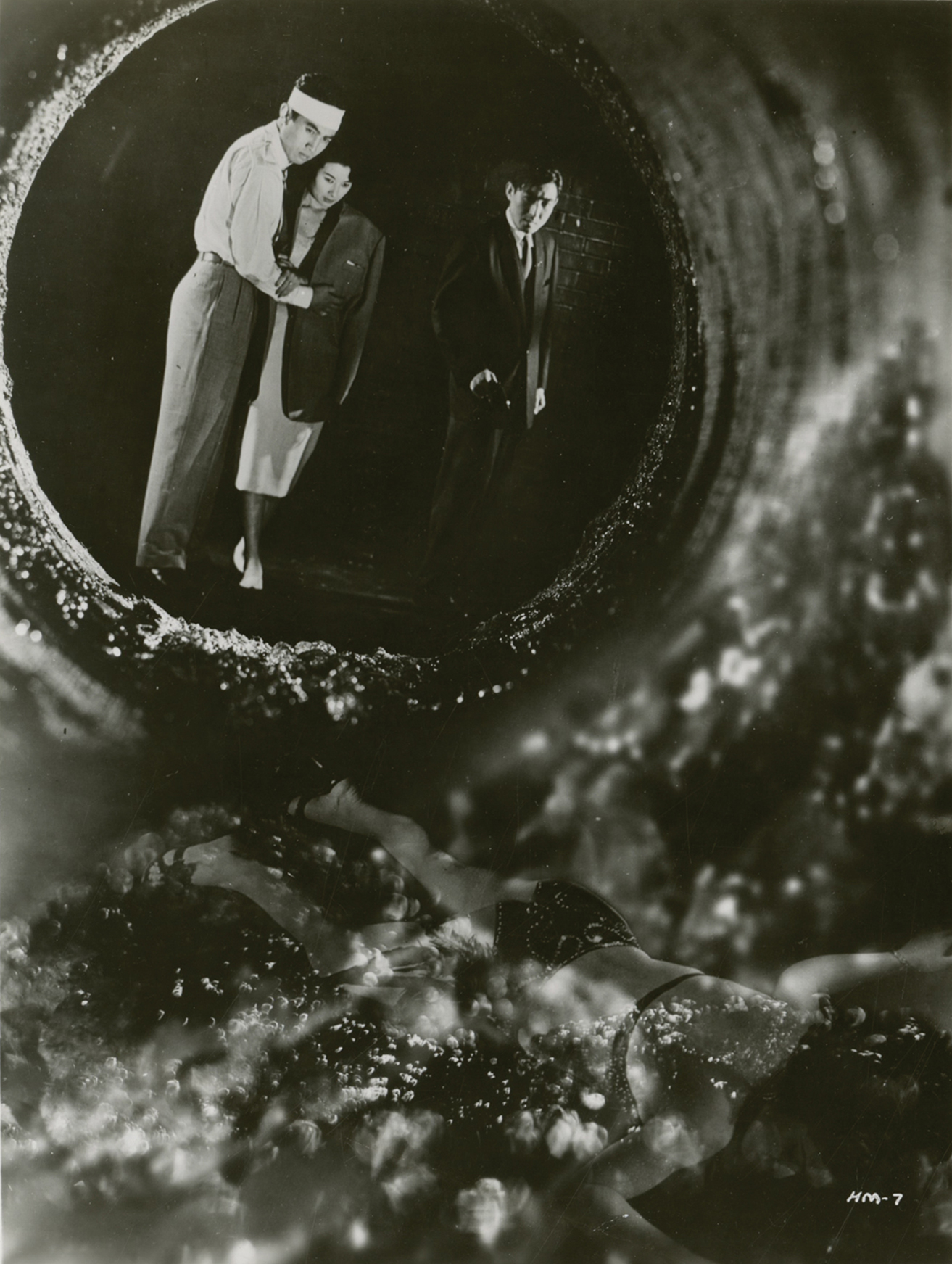
Fotos z filmu

### Scenariusz
Pomysł na film wyszedł od aktora Hideo Unagamiego, który grając w Tajemniczych przybyszach w 1957 roku, napisał historię pt. Ekitai Ningen Genru (jap. 液 体 人 間 現 る; pol. Człowiek z Cieczy się pojawia) o płynnym człowieku stworzonym przez promieniowanie z bomby wodorowej. Producent Tomoyuki Tanaka po przeczytaniu historii postanowił zaadaptować ją do filmu, ale Unagami zmarł nagle na zawał serca w listopadzie 1957 roku w wieku 45 lat. Wówczas Takeshi Kimura został zatrudniony do adaptacji historii Unagamiego na scenariusz, a Ishirō Honda został wybrany na reżysera.
Honda przed rozpoczęciem zdjęć zasięgnął opinii wydziału biologii na Uniwersytecie Tokijskim, czy prezentowana w filmie pseudonauka w jakimś stopniu jest wiarygodna: „Przed rozpoczęciem zdjęć chciał uzyskać potwierdzenie, czy życie w postaci płynnej jest naprawdę możliwe. Zawsze chciał, by za wszystkim stał naukowy dowód” – powiedział Kōji Kajita, asystent reżyserski Hondy w wielu jego filmów.
Film otrzymał tytuł Bijo to Ekitai Ningen (jap. 美女と液体人間; pol. Piękna i Ludzie z Cieczy).

### Casting
Pierwotnie Yasuko Nakata została wyznaczona do roli tancerki Emi, ale zrezygnowała na rzecz udziału w festiwalu filmowym w Azji Południowo-Wschodniej, więc Honda poprosił Ayumi Sonodę. Był to debiut aktorski Yōsuke Natsukiego.

### Realizacja
Jak w przypadku innych filmów tokusatsu Tōhō za efekty specjalne odpowiadał Eiji Tsuburaya. Efekt rozpuszczających się ludzi wykonano za pomocą dmuchanych lalek wzorowanych na danych aktorach, których postacie w scenariuszu miały zginąć, z których potem spuszczano powietrze kręcąc na przyspieszeniu.
W początkowych scenach Ryūjin Maru No. 2 zagrała makieta wielkości ok. 4-5 metrów. Człowiek z Cieczy w kształcie humanoida był tworzony przez aktora Haruo Nakajimę nagrywanego przez szkło akrylowe między dwiema szklanymi płytami. Przesuwanie szklanych płyt powodowało że szkło organiczne między nimi rozszerzało/kurczyło się, co sprawiało wrażenie, jakby postać oddychała. Aby zobrazować Człowieka z Cieczy pełzającego po ziemi w stanie ciekłym, użyto szkła akrylowego. Scena wspinaczki po ścianie została sfilmowana odwróconą scenografią i odwróconą kamerą.
Kulminacyjna sekwencja w kanałach została nakręcona w prawdziwym kanale ściekowym, a Kenji Sahara wspomniał po latach, jak grał w „okropnym zapachu”. Do tych scen wykorzystano też kombinację pełnowymiarowych otwartych makiet w skali 1/2, pozostawionych po Pijanym aniele (1948) Akiry Kurosawy. Całość była kręcona w ciemnościach, więc Sadamasa Arikawa odpowiadający za zdjęcia do efektów specjalnych miał trudności z oświetleniem. Był to jedyny przypadek współpracy Hondy z Tsuruzo Nishikawą, który wraz z Chōshirō Ishiim był uważany za najlepszego oświetleniowca w Tōhō. „Nishikawa nauczył nas, jak wykorzystywać efekty świetlne w bardzo realistyczny sposób. Wnętrze kanałów jest czarne jak smoła i musieliśmy ukazać brak światła. W tamtych czasach używaliśmy bardzo dużego sprzętu oświetleniowego, [ale] nie mogliśmy użyć żadnego z nich, [więc] musieliśmy używać mniejszych „świateł zaczepowych” w różnych miejscach. Nie można było pokazać świateł na powierzchni wody; musiało wyglądać bardzo naturalnie… Gdybyśmy mogli to osiągnąć, bylibyśmy w stanie zachować realizm” – opowiadał oświetleniowiec Isao Hara.

## Promocja
Film został zaadaptowany jako manga Zoku Ekitai Ningen z rysunkami Shigeru Fujitą, którą opublikowało wydawnictwo Akashiya Shobō w 1958 roku.

## Premiera
Japońska premiera odbyła się 24 czerwca 1958 roku. W Stanach Zjednoczonych był wyświetlany od 28 maja 1959 roku w podwójnym seansie z brytyjskim The Woman Eater (1957).

## Wersja amerykańska
W 1959 roku Columbia Pictures zakupiła film do wydania w Ameryce Północnej, nadając filmowi tytuł The H-Man i angielski dubbing. Skrócono film o 8 minut w celu poprawy tempa i usunięcia niektórych mniej przekonujących ujęć z efektami specjalnymi. Amerykańska wersja filmu usunęła również wszelkie wzmianki o tym, że Ludzie z Cieczy zachowują swe ludzkie wspomnienia .

## Analiza filmu
Część uczonych zauważa, że pochodzenie Ludzi z Cieczy było inspirowane losami japońskiej łodzi rybackiej Daigo Fukuryū Maru, która znalazła się w pobliżu miejsca, w którym Amerykanie prowadzili testy nuklearne na atolu Bikini i załoga zapadła na chorobę popromienną.

## Odbiór
Niektórzy odbierali Bijo to Ekitai Ningen jako japońską odpowiedź na Blob, zabójcę z kosmosu z tego samego roku w związku z tym, że występujący w obu filmach potwór absorbuje ludzi i nie jest ciałem stałym, a władze nie wierzą głównym bohaterom w jego istnienie. Jednak podobieństwa były przypadkowe, a także Bijo to Ekitai Ningen miał w Japonii premierę wcześniej niż Blob, zabójca z kosmosu. 
Producent filmu, Tomoyuki Tanaka powiedział, że Bijo to Ekitai Ningen był „jedną z jego ulubionych prac”.